# Mediavivere
Mediavivere è stata una società di produzione televisiva italiana, attiva dal 1999 al 2016.

## Storia
Mediavivere venne fondata nel 1999 appositamente allo scopo di produrre Vivere, la prima soap opera del gruppo Mediaset – nonché la seconda mai prodotta nella storia della televisione italiana, dopo Un posto al sole. Successivamente, per conto di Mediaset si occupò anche di altre opere audiovisive: l'altra soap CentoVetrine e diverse fiction destinate a essere trasmesse in prima serata.
Nel 2007 ha prodotto, insieme alla società Fascino di Maurizio Costanzo, la miniserie televisiva Io e mamma. Nel 2010 ha prodotto la serie televisiva Tutti per Bruno. È stata liquidata nel 2016.

## Produzioni Mediavivere
- Vivere - Soap opera (1999-2008)
- CentoVetrine - Soap opera (2001-2016)
- Questa è la mia terra - Miniserie televisiva (2006-2008)
- Io e mamma - Miniserie televisiva (2007)
- Il generale Dalla Chiesa - Miniserie televisiva (2007)
- Questa è la mia terra - Vent'anni dopo - Miniserie televisiva (2007)
- Don Luca c'è - sitcom (2008)
- Amiche mie - Miniserie televisiva (2008)
- Piper - Miniserie televisiva (2009)
- Tutti per Bruno - Miniserie televisiva (2010)
- Dov'è mia figlia? - Miniserie televisiva (2011)
- Un amore e una vendetta (2011)
- Le tre rose di Eva (2012-2015)

## Azionariato
- 50% Reti Televisive Italiane (RTI)
- 50% Endemol